# Niño Jesús

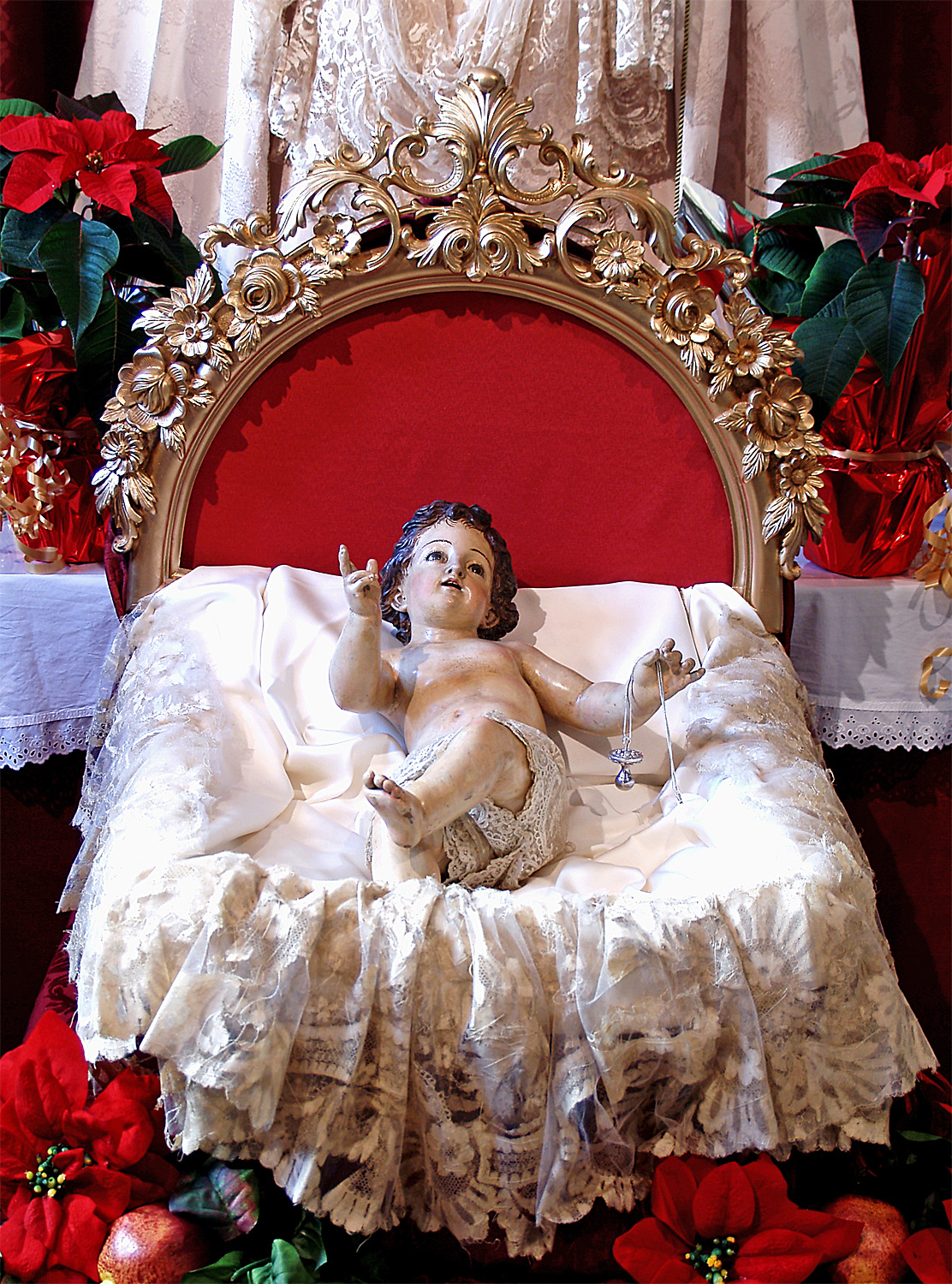
Bendito Niño Jesús de Ntra. Sra. de las Mercedes de San Fernando.

El Niño Jesús es el nombre genérico de las imágenes devocionales que representan a Jesús de Nazaret desde su nacimiento hasta los 12 años, momento de su encuentro con los doctores en el Templo. Algunas de las devociones más reconocidas en el mundo son:
- El Santo Niño de Atocha en Atocha, Madrid, España y diversos países de América Latina.
- El Niño Jesús de Escuque, Trujillo, Venezuela.
- El Niño Jesús de Praga.
- Santo Niño de Aracoeli en Roma.
- Niño Dulce Nombre de Jesús, en España y algunos países de Hispanoámerica.
- Santo Niño Jesús de los Afligidos en San Cristóbal de La Laguna, Tenerife.
- Divino Niño Jesús de Florencia en Florencia, Colombia.
- Divino Niño del Veinte de Julio, en Bogotá, Colombia.
- El Santo Niño Jesús Doctor de los Enfermos en Tepeaca, Puebla, México.
- El Santo Niño Jesús de la Salud, en Morelia, Michoacán, México.
- El Niñopan, en Xochimilco, Ciudad de México.
- El Niño Dios de Sotaquí en Sotaquí, Chile.

En algunas partes de España, América Latina y Europa Central el día de Navidad, los regalos no los traen Papá Noel ni los Reyes Magos sino el Niño Dios, como cariñosamente se le llama al Niño Jesús (en la República Checa Ježíšek, en Eslovaquia Ježiško, en Alemania, Austria y Suiza Christkind o Kristkindl). Esta costumbre se conserva en lugares cuyas tradiciones están menos influidas por el advenimiento de las celebraciones anglosajonas. La mayor parte de los festejos son el 25 de diciembre. Los niños escriben su carta al Niño Jesús solicitando juguetes y golosinas u otros favores y peticiones.